# فيروسات خيطية
الفيروسات الخيطية (بالإنجليزية: Filoviridae)‏ هي عائلة من الفيروسات السلبية ذات الرنا أحادي السلسلة، ويعرف أفراد هذه العائلة بأنهم العوامل المسببة حمات نزفية مثل:
- فيروس ماربورغ
- فيروس إيبولا